# Олексенко-Жирко Тетяна В'ячеславівна
Тетяна В'ячеславівна Олексенко-Жирко (нар. 19 січня 1971, м. Київ, УРСР) — українська театральна і кіноакторка, Заслужена артистка України (2008). Акторка Київського національного театру ім. Івана Франка (від 1995 року).

## Життєпис
Народилася 19 січня 1971 року у Києві. 1992-го закінчила акторське відділення Київського інституту театрального мистецтва ім. Івана Карпенка-Карого (курс Бориса Ставицького).
З 1992 по 1995 роки — акторка Київського молодіжного театру. Від 1995-го — провідна актриса Національного академічного драматичного театру ім. Івана Франка (м. Київ).
Одружена. Чоловік — Тарас Жирко, актор та режисер, Народний артист України. Діти: Анна-Марія (хореографія) та Володимир (акторство).

## Театральні роботи
Київський молодіжний театр
- «Сватання на Гончарівці» за п'єсою Григорія Квітки-Основ'яненка; реж. Віктор Шулаков — Уляна

Національний академічний драматичний театр імені Івана Франка
- 1996 — «Приборкання норовливої» за п'єсою Вільяма Шекспіра; реж. Сергій Данченко — Катаріна
- 1998 — «Бал злодіїв» Жана Ануя; реж. Сергій Данченко — Жульєтта
- 1999 — «Три сестри» за п'єсою Антона Чехова; реж. Андрій Жолдак — Наталя
- 1999 — «Кін IV» за п'єсою Григорія Горіна, створеною за мотивами п'єси «Кін, або Геній і безпутність» Александра Дюма; реж. Анатолій Хостікоєв — Анна Дембі
- 1999 — «Шельменко-денщик» за п'єсою Григорія Квітки-Основ'яненка; реж. Петро Ільченко — Мотря
- 2000 — «Брате Чичиков» п'єса Ніни Садур за «Мертвими душами» Миколи Гоголя; реж. Олександр Дзекун — Манілова
- 2007 — «Одруження Фігаро» за п'єсою «Божевільний день, або Одруження Фігаро» П'єра Бомарше; реж. Юрій Одинокий — графиня Альмавіва
- 2016 — «Три товариші» за романом Еріха Марії Ремарка; реж. Юрій Одинокий — фрау Залевськи
- 2022 — «Авантюра Никодима Дизми» за романом Тадеуша Доленги-Мостовича; реж. Дмитро Чирипюк — графиня Пшеленська
- 2025 — «Невеличка драма» Валер'яна Підмогильного; реж. Ігор Білиць — Марія Миколаївна

## Фільмографія
- 1993–1994 — «Царівна» (телесеріал); реж. Сергій Туряниця — Софія
- 1995 — «Острів любові». Фільм п'ятий. «Киценька» (телесеріал); реж. Олег Бійма — «Киценька», офіціантка у кав'ярні
- 2005 — «Подруга особливого призначення»; реж. Анатолій Матешко — Ольга Громова

## Визнання
- 2008 — Заслужена артистка України [джерело?]